# Herman Minner
Herman Minner (Ninove, 26 september 1924 – aldaar, 28 augustus 1981) was een Belgisch kunstschilder, aquarellist, pastellist en tekenaar.

## Levensloop
Minner werd opgeleid aan de Academie van Aalst en tijdens de oorlogsjaren aan Sint Lucas te Brussel. Hij ging nadien in de leer bij de Ninoofse kunstschilder Maurits Van Saene. Minner creëert figuren, naakten en moeder-en-kind-composities. Zijn werk leunt aan bij het expressionisme, maar ook Modigliani, Picasso, Toulouse-Lautrec en Chagall werpen hun schaduw over zijn schilderijen.
Wat in zijn stijl overheerst is het animisme met zijn zachte, getemperde licht- en kleureffecten en zijn voorliefde voor onderwerpen uit het schouwspel van het dagelijkse leven. Minner is zuinig met verf en schildert ogenschijnlijk technisch eenvoudig. Maar wie lang genoeg kijkt, ontdekt in de kleurvakken – vaak in rood, met alle mogelijke nuances tussen terracotta en paars - steeds andere schakeringen. Voeg daarbij een zuivere tekening en een groot gevoel voor compositie, en je hebt alle ingrediënten die hem tot een virtuoos kunstenaar maken. In zijn portretten en taferelen staat heel vaak de mens centraal, “de vrije mens die zonder pretentie geniet”.
Hij leefde als een non-conformist en een bohemien. In 1952 won hij de Grote Prijs van Rome, een prijs van het ministerie van cultuur voor kunstenaars en architecten jonger dan 35 jaar. De prijs omvat o.a. een studiereis naar Rome.
Hij leefde vijf jaar in Italië en Zuid-Frankrijk, maakte er fresco's en leefde van de opbrengst van schilderijen die hij aan toeristen verkocht. Hij was een zwerver die voor het volle leven koos, zonder compromissen.
Minner overleed in zijn geboortestad enkele weken voor hij 57 zou geworden zijn. Maurits van Saene, zijn vijf jaar oudere stadsgenoot én leermeester, getuigde over hem in een in memoriam: “Herman kende zijns gelijke niet op het vlak van de techniek. Ik reken hem tot een van de beste portretschilders van onze tijd. Hij was ook een zeer intellectueel man, een goede en trouwe vriend. In zijn hele oeuvre ligt één enkele lijn: dezelfde stijl, steeds dezelfde nervositeit, dezelfde virtuositeit ook.” Hij ligt begraven op de begraafplaats van deelgemeente Denderwindeke waar zijn graf jammer genoeg onvindbaar is.

## Prijzen
- Grote Prijs van Rome (België) 1952.